# Kinderspiele (polka)
Kinderspiele, op. 304, är en polka-française av Johann Strauss den yngre. Den framfördes första gången den 22 augusti 1865 i Pavlovsk i Ryssland.

## Historia
Polkan spelades första gången den 22 augusti 1865 vid en välgörenhetskonsert i Pavlovsk utanför Sankt Petersburg. Där väckte den inget större uppståndelse. I Wien var polkan till en början lika okänd, antagligen på grund av det dåliga mottagandet i Ryssland. Den 5 december, en dag före Sankt Nikolaus dag, anordnade kejsarens moder ärkehertiginnan Sofia ett barnkalas för sina barnbarn och deras lekkamrater i slottet Hofburg. Johann Strauss och hans orkester deltog och framförde då polkan speciellt utrustad med en barntrumpet.

## Om polkan
Speltiden är ca 3 minuter och 22 sekunder plus minus några sekunder beroende på dirigentens musikaliska tolkning.